# Eudonia microdontalis
Eudonia microdontalis là một loài bướm đêm trong họ Crambidae.